# Gaius Maesius Picatianus
 (mai 2016).
Gaius Maesius Picatianus (fl. av. 162-165) était un homme politique de l'Empire romain.

## Vie
Il était decemviri stlitibus iudicandis, tribun militaire de la Legio I Italica, questeur de l'Afrique, adlecti inter tribunicios sous Antonin le Pieux, préteur et Légat d'Auguste propréteur en Numidie autour de 162-165.
Il se marie avec Fabia Titiana, fille de Quintus Fabius Titianus et de sa femme Aquilia, fille de Quintus Aquilius Niger. Ils ont eu un fils, Gaius Maesius Aquilius Fabius Titianus (consul suffect).